# Літопис Борщівщини
«Літопис Борщівщини» — науково-краєзнавча збірка. Ілюстроване чорно-білими світлинами видання Борщівського краєзнавчого музею і краєзнавчого товариства «Джерело».
Заснований 1992 на громадських засадах.
До 2001 видруковано 10 випусків; 89 авторів опублікувало 157 статей.
Редактори — Ігор Скочиляс, Михайло Сохацький.
Художнє оформлення — М. Вировий, Василь Стецько, фотографи — М. Васильців, В. Соломон та ін.
Основні рубрики:
- «Історія»,
- «Географія»,
- «Етнографія. Фольклор»,
- «Історія міст і сіл»,
- «Постаті»,
- «Документи і матеріали»,
- «Рецензії і огляди»,
- «Література. Мистецтво»,
- «Спогади» тощо.